# Colonia Benito Juárez, Hidalgotitlán
Colonia Benito Juárez är en ort i Mexiko.   Den ligger i kommunen Hidalgotitlán och delstaten Veracruz, i den sydöstra delen av landet, 500 km öster om huvudstaden Mexico City. Colonia Benito Juárez ligger 31 meter över havet och antalet invånare är 287.
Terrängen runt Colonia Benito Juárez är platt. Runt Colonia Benito Juárez är det ganska glesbefolkat, med 29 invånare per kvadratkilometer. Närmaste större samhälle är Venustiano Carranza, 16,2 km norr om Colonia Benito Juárez. Omgivningarna runt Colonia Benito Juárez är en mosaik av jordbruksmark och naturlig växtlighet.